# شرج البكري (بالع) (الملاح)

تعديل مصدري - تعديل

شرج البكري (بالع ) هي إحدى قرى عزلة الملاح بمديرية الملاح التابعة لمحافظة لحج، بلغ تعداد سكانها 192 نسمة حسب تعداد اليمن لعام 2004.